# Sigrdrífumál

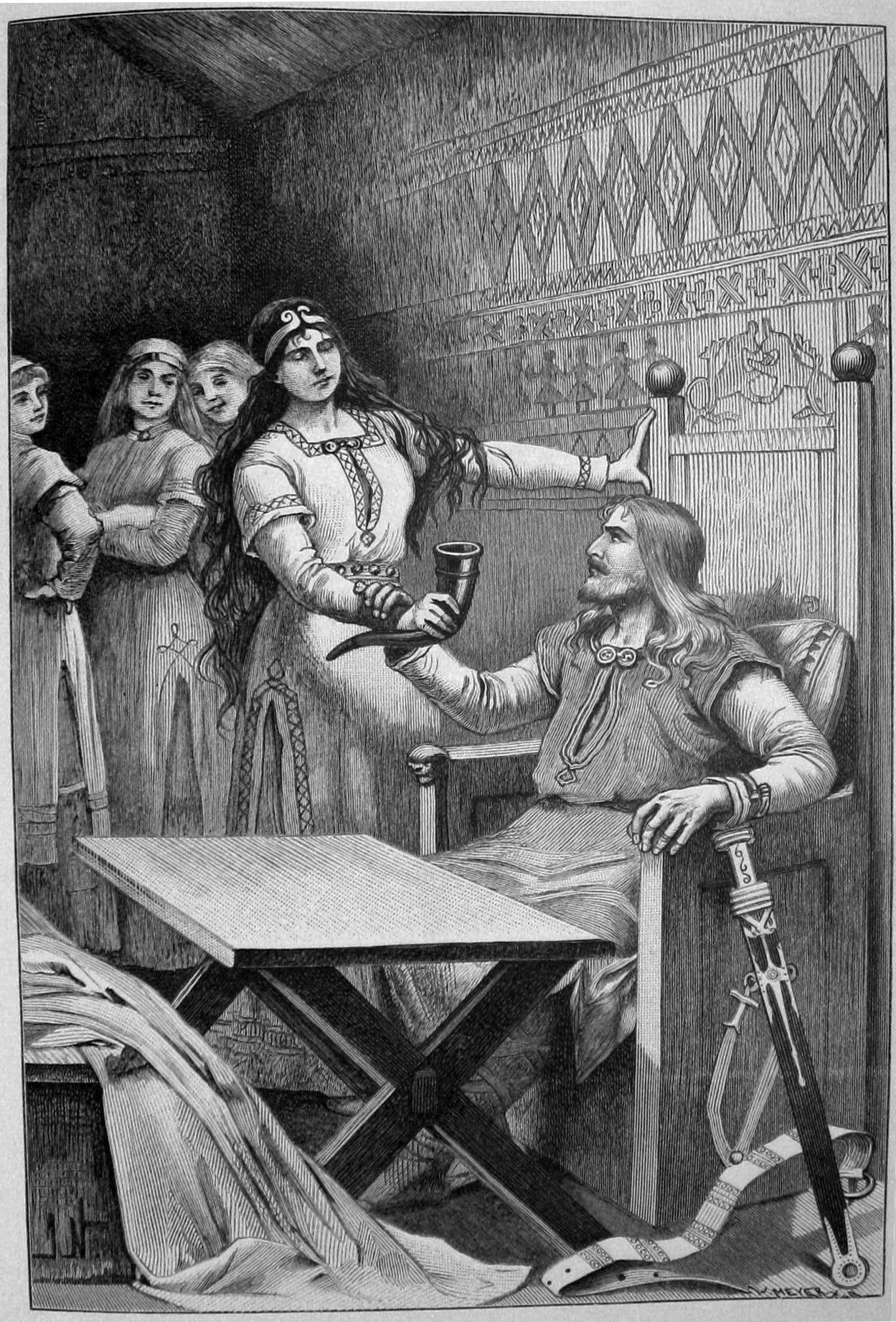
Sigrdrífa donne une corne à boire à Sigurd.

Le Sigrdrífumál ou Dits de Sigrdrífa est un poème héroïque de l'Edda poétique. Il figure dans le Codex Regius à la suite du Fáfnismál. Au terme de ce poème, les oiseaux, dont Sigurd comprend désormais le langage, évoquaient une vierge endormie au sommet du Hindarfjall.

## Récit
Sigurd se rend sur le Hindarfjall (« Mont de la biche »). Il aperçoit une grande lumière sur une montagne. S’en approchant, il découvre qu’elle provient d’une muraille de boucliers qu'il franchit. À l'intérieur se trouve un être humain endormi. Il voit en enlevant son heaume qu’il s’agit d’une femme. Puis, à l’aide de son épée Gram, il lui ôte sa cotte de mailles.
La femme se réveille alors. Après une prière à la nature et aux dieux, elle explique qu’elle se nomme Sigrdrífa (parfois identifiée à Brunehilde) et qu'elle est une valkyrie. Odin l’a piquée avec l’« épine du sommeil » (svefnþorn) car elle a provoqué la mort d’un roi à qui le dieu avait promis la victoire. Il l’a aussi vouée à se marier. Mais Sigrdrífa s’est engagée à ne pas épouser d'homme qui connaîtrait la peur.
Sigurd lui demande alors de lui enseigner la sagesse. Sigrdrífa lui apprend comment graver les runes, et leurs différents usages. Elle évoque aussi leur origine. Puis Sigurd lui demande des conseils. S’ensuit une liste de préceptes moraux. 
La fin du poème est perdue. À partir de la Saga des Völsungar, il est toutefois possible de reconstituer que, avant de se séparer, Sigurd et Sigrdrífa s’engagent par serments.